# Manuel Almagro (antropólogo)

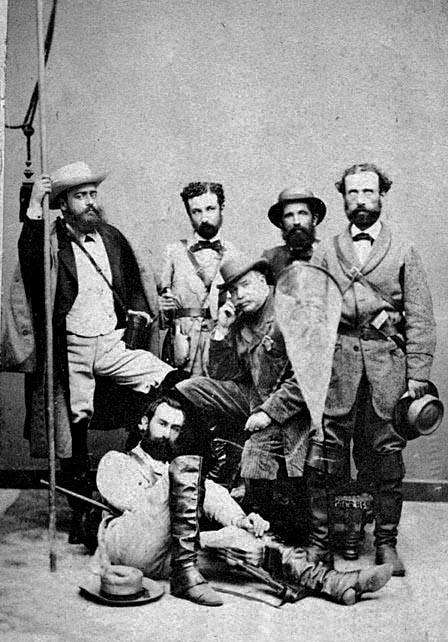
Retrato de los seis naturalistas de la Comisión Científica del Pacífico hecho por Rafael Castro y Ordóñez en Montevideo hacia diciembre de 1862. De pie, y de izquierda a derecha: el antropólogo Manuel Almagro y Vega, el zoólogo Francisco de Paula Martínez y Sáez, el botánico Juan Isern Battló y Carrera, y el entomólogo y geólogo Fernando Amor y Mayor. En el centro el presidente de la Comisión el conquiliólogo Francisco María Paz y Membiela. Sentado en el suelo, en primer plano, el zoólogo Marcos Jiménez de la Espada.

Manuel Almagro Vega (Matanzas, 8 de septiembre de 1834-La Habana, 23 de octubre de 1895) fue un médico y militar español formado en La Habana, Madrid y París. 

## Biografía
Manuel Almagro nació en Matanzas, Cuba, cuando la isla era todavía una isla española de Ultramar. Se formó primero en la Universidad de La Habana y luego en la Universidad Central de Madrid, pero fue durante sus estudios en La Sorbona y posterior trabajo en diferentes instituciones médicas parisinas, cuando entró en contacto con los estudios realizados por la Societé d'Anthropologie. En 1862 ingresó en el Cuerpo de Sanidad Militar, siendo seleccionado aquel año como antropólogo de  la Comisión Científica del Pacífico (1862-1866), enviada por el Gobierno español a la América del Sur. Al finalizar la expedición, fue nombrado médico del Ejército español en Cuba, pero se instaló en Madrid para asumir el encargo del Gobierno de redactar la memoria oficial de la comisión científica, encargo que no queda muy claro si llegó a completar.
Se sabe que en 1866 estaba de vuelta en Cuba, donde fue nombrado médico del Hospital Militar de San Ambrosio, en La Habana, hasta que pidió licencia absoluta en 1868. Falleció en su hogar habanero en 1895.
Fue uno de los primeros antropólogos profesionales que iniciaron trabajo de campo en América. Gracias a su trabajo la expedición del Pacífico recopiló diversos restos anatómicos y objetos arqueológicos y etnográficos. Estas colecciones se conservan hoy en Madrid, en el Museo Nacional de Antropología y el Museo de América.